# Wallace Hartley

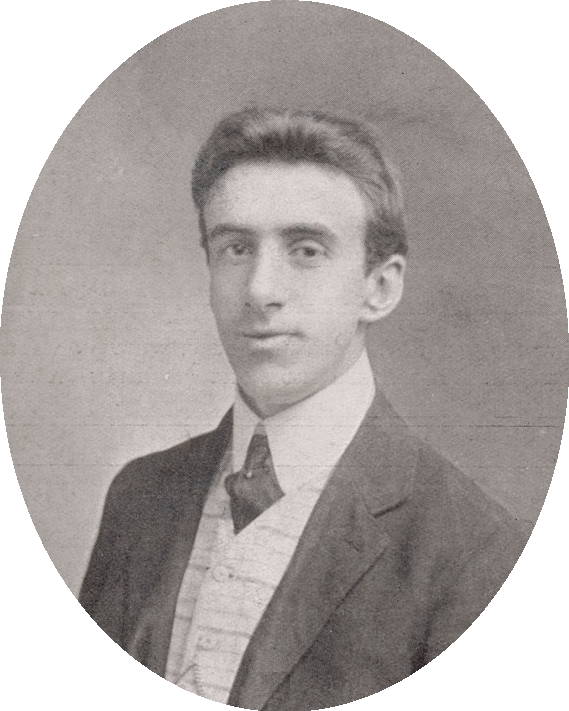
Wallace Hartley

Wallace Henry Hartley (Colne, 2 juni 1878 - Atlantische Oceaan, 15 april 1912) was een Britse violist en leider van het orkest aan boord van de RMS Titanic. Hij liet tijdens het zinken van het schip het orkest gewoon door spelen.

## Achtergrond
Wallace Hartley werd geboren in Colne, en verhuisde later naar Dewsbury. Op school leerde hij viool spelen, en in 1909 begon hij te werken aan boord van ocean liners van Cunard Line. In 1912 werkte Hartley voor het muziekagency C.W. & F.N. Black, die muzikanten levert aan Cunard en de White Star Line.
In april van dat jaar werd Hartley toegewezen aan de RMS Titanic als orkestleider van het orkest op de eerste reis. Hij twijfelde eerst aan deze baan, omdat  hij zijn verloofde, Maria Robinson, niet weer alleen wilde laten, maar stemde uiteindelijk toe daar dit werk hem mogelijk goede contracten kon opleveren in de toekomst.

## Ondergang van deTitanic

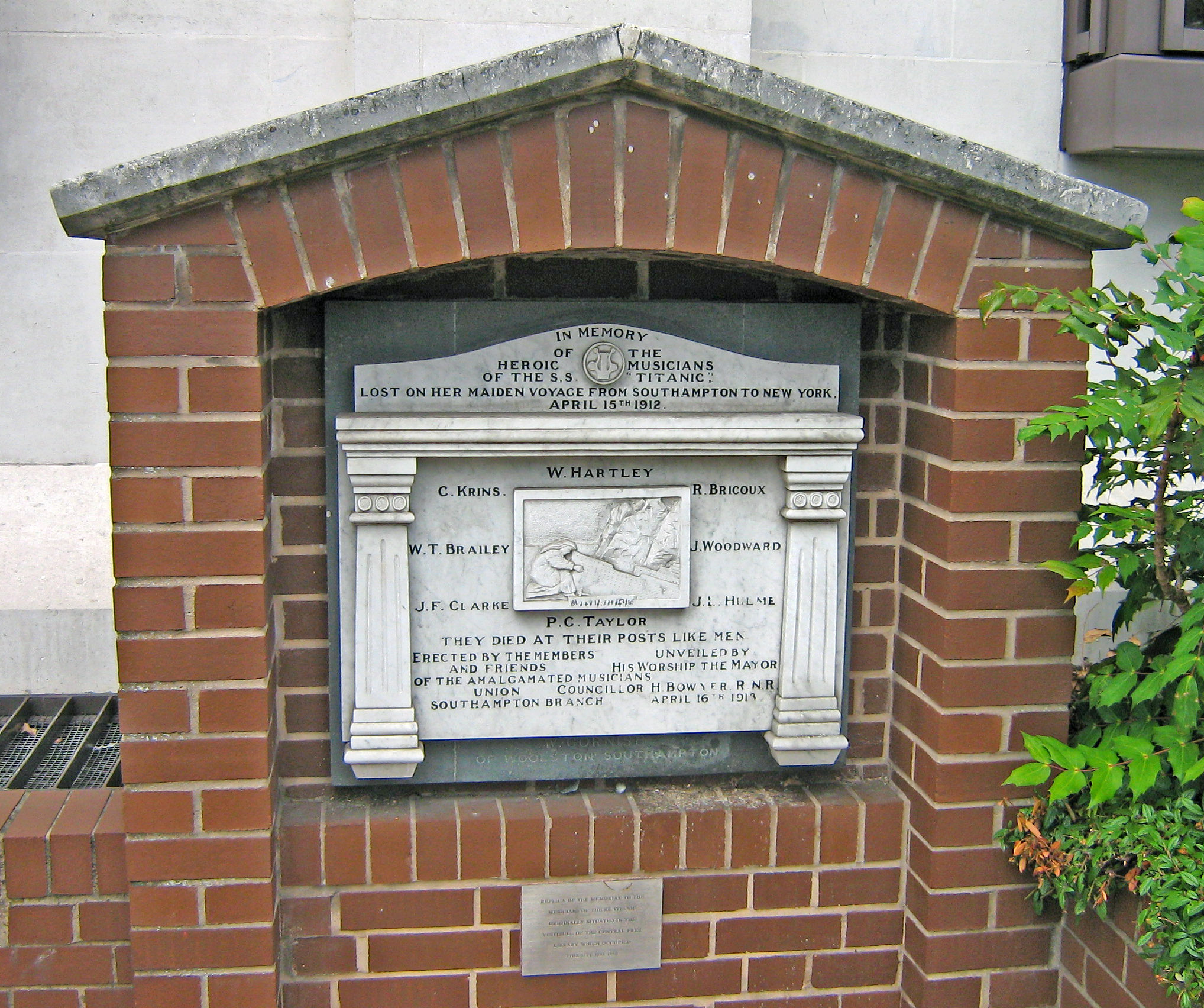
Een gedenkplaats voor de muzikanten van de Titanic in Southampton.

Nadat de Titanic een aanvaring had gekregen met een ijsberg en begon te zinken, gaf Harley zijn orkest de opdracht te gaan spelen in de hoop dat de muziek de passagiers zou kalmeren, en het inschepen van de reddingsboten zo gemakkelijker zou maken. Veel van de overlevenden verklaarden later dat Hartley en zijn orkest tot het laatste moment door bleven spelen. Geen van de orkestleden overleefde de ramp.
Het verhaal van Hartley werd na de ramp al snel legendarisch. Welk nummer de band precies speelde tijdens de ramp is niet met zekerheid bekend, maar volgens veel verhalen was dit "Nearer, My God, to Thee". Volgens muzikanten die in het verleden samen met Hartley hadden gespeeld zou dit nummer Hartley's eerste keus zijn geweest in een lastige situatie zoals toen het schip zonk. In Walter Lords boek A Night To Remember wordt echter vermeld dat het orkest het nummer "Autumn" speelde.
Hartley's lichaam werd twee weken na de ramp teruggevonden door de Mackay–Bennet als lichaam nummer 224. Het lichaam werd teruggestuurd naar Engeland voor de begrafenis. Bijna 1000 mensen waren hierbij aanwezig. Hij ligt begraven in Colne, waar ook een monument ter nagedachtenis aan hem is opgericht.

## In film
Hartley werd in films gebaseerd op de ramp met de Titanic door de volgende acteurs gespeeld:
- Charles Belchier (1958) (A Night to Remember)[1]
- Victor Langley (1979) (S.O.S. Titanic)[2]
- Jonathan Evans-Jones (1997) (Titanic)[3]

## Trivia
- Op 14 maart 2013 werd bekendgemaakt dat een eerder gevonden viool die van Wallace Hartley bleek te zijn.[4]